# Sivi uhati netopir
Sivi uhati netopir (znanstveno ime Plecotus austriacus) je razmeroma velik netopir, ki je razširjen po celi Evropi, razen skrajnega severa in juga.

## Opis
Sivi uhati netopir v dolžino doseže med 41 in 58 mm, razpon prhuti ima med 255 in 292 mm, tehta pa med 5 in 13 grami. Uhlji so dolgi med 31 in 41 mm, v širino pa merijo med 22 in 24 mm.
Najbolj aktiven je ob mraku, pogosto pa lovi tudi podnevi. Parjenje se začne v septembru, mladiči pa pridejo na svet junija naslednje leto. Čez zimo ta vrsta hibernira v skupinah od dva do pet osebkov.

## Eholociranje
Ta vrsta netopirjev lovi nočne insekte s pomočjo eholociranja na frekvencah med 18 in 45 kHz, z največjo energijo na 28 kHz. Običajno impulz traja 5,8 ms.